# 美国陆军征兵口号

詹姆斯·蒙哥马利·弗拉格创作的这张第一次世界大战征兵海报在1917年和1918年印刷了超过400万份，它不仅创造了陆军征兵口号，还定型了山姆大叔在未来几年的形象。

美国陆军的口号自20世纪以来经历多次改动。

## 第一次世界大战
詹姆斯·蒙哥马利·弗拉格绘制的山姆大叔海报上写着“我希望你加入美国陆军（I Want YOU for US Army）” 。

## 1950年代至1971年
“选择，不是机会（Choice, Not Chance）”和“现代军绿（Modern Army Green）”都被用作口号，分别宣传在职培训、旅行和分支机构的选择，以及突出新推出的A级军绿制服。在全国18至34岁青年征兵期间，广播电视上的公告和高速公路标志上都打出了口号。与应征入伍相比，志愿服务的优点是可以选择您想要服务的职业领域、第一单位、和任务地点。

## 1971年至1980年
“今天的陆军想要你（Today's Army Wants You）”和“今天的陆军想要加入你（Today's Army Wants to Join You）”是1971年志愿军（VOLAR 项目）运动中的征兵口号，该运动是在美国准备向全志愿军过渡时推出的。当与美国陆军合作的 NW Ayer & Son 听到陆军说“今天的陆军正在改变；我们希望与你相向而行（Today's Army is changing; we want to meet you half way）”时，该公司提出了这个口号。威廉·威斯特摩兰将军问道：“我们必须这样宣传吗？”但同意了这项活动。 1973年，该口号被“加入那些已经参军的人的行列。（Join the People Who've Joined the Army）”所取代，后来演变为“这就是陆军（This is the Army）”。 

## 1980年至2001年
“尽你所能（Be All That You Can Be）”是美国陆军二十多年来的征兵口号。  恩杰·卡特在NW Ayer广告公司担任高级文案，于1980年创作了“Be All You Can Be”主题系列 2003年1月，美国陆军授予卡特杰出民事服务奖。 卡特最初的概念表上写着“尽你所能”，现已成为美国陆军遗产中心基金会永久收藏的一部分。

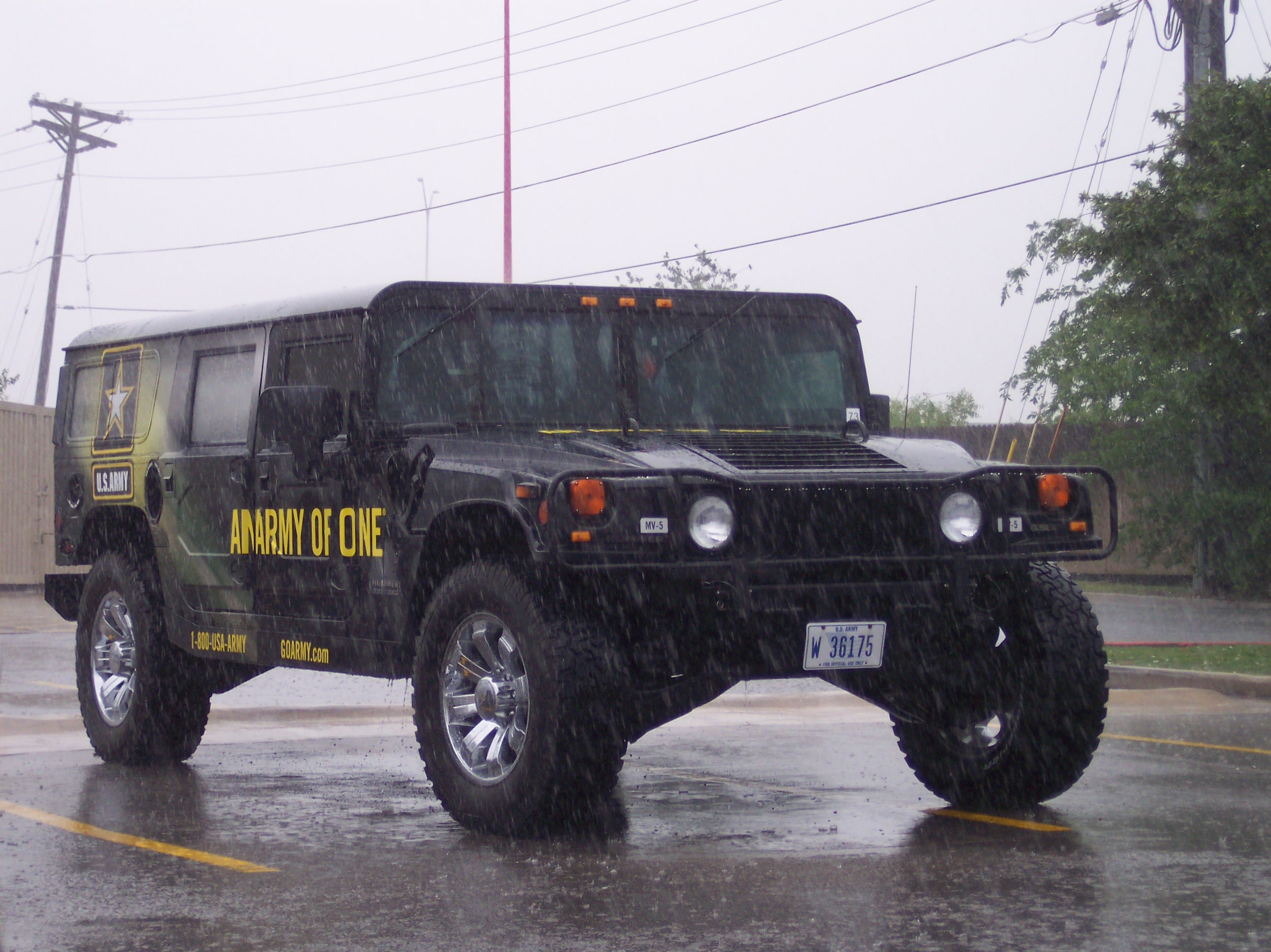
2006 年 4 月，一辆贴着标语的悍马车

“Army of ONE”是一个相对短暂的征兵口号。被误解了，它适用于军官、士官和士兵。它取代了流行的“Be All You Can Be”，并于2006年被新的口号“Army Strong”所取代。 弗蘭克·倫茨表示，更换的原因是“一军”的口号与团队合作的理念相悖。 

## 2006年至2018年
“Army Strong”是美国陆军十多年来一直使用的征兵口号。 “Army Strong”电视广告中使用的音乐的作曲家是馬克·艾沙姆 。 

## 2018年至2023年
2018年10月，陆军推出了新的征兵口号“招募勇士”。   2019年，陆军将征兵口号更新为“你的战士是什么？ ”。该口号于 2019 年 11 月在广播、印刷和数字资产上推出，并利用“士兵故事”说服年轻人入伍。 

## 2023年
2023年3月8日，陆军恢复了“Be All You Can Be”的征兵口号。 

## 也可以看看
- 美国武装部队